# Eerste klasse schaken 1940/41
Het Eerste klasse-seizoen 1940/41 was het 21e seizoen van de Eerste klasse schaken, destijds de hoogste schaakcompetitie van Nederland. Het Vereenigd Amsterdamsch Schaakgenootschap werd voor de achtste keer in zijn historie landskampioen.

## Competitieverloop
Vergeleken het vorige seizoen (1939/40) was de Eerste klasse A uitgebreid tot zeven teams. Schaakclub Max Euwe schoof vanuit de Eerste klasse B door naar de Eerste klasse A, terwijl het Haarlemsch Schaakgenootschap, zijnde het beste team uit de Tweede Klasse, zich als zesde team bij de Eerste klasse B aansloot.
In april 1941 besloot de Schaakbond de competitie in de Eerste klasse te beëindigen wegens "onoverkomelijke reismoeilijkheden". Uitsluitend de Eerste klasse A werd nog uitgespeeld. In die competitie veroverde het VAS voor de vierde keer op rij, en voor de achtste keer in zijn historie, het landskampioenschap.
Het VAS speelde met drie Joodse spelers in het team: Salo Landau (op bord 1), Joseph Polak (op bord 2 of 4) en Jacob van de Kar (op bord 8 of 9). Dat was voor hen het laatste seizoen: In september 1941 werd het voor Joden verboden om deel te nemen aan het maatschappelijke leven en werden zij van de ledenlijsten van de sportverenigingen afgevoerd. De voornoemde schakers zouden later in een Duits vernietigingskamp omkomen.
Beste schaker in de competitie werd mr. C.J. Leembruggen van Discendo Discimus, die 5½ punten haalde uit zes partijen.
In het seizoen erop (1941/42) werd de Eerste klasse gereorganiseerd en regionaal opgedeeld om de reisafstanden te verkleinen.

## Eindstanden[4]

### Eerste klasse A[2]
| # | Team      | MP | BP  |
| - | --------- | -- | --- |
| 1 | VAS       | 9  | 34  |
| 2 | DD        | 8  | 32  |
| 3 | Kralingen | 7  | 33½ |
| 4 | ASC       | 7  | 31  |
| 5 | NRSV      | 5  | 27½ |
| 6 | Max Euwe  | 4  | 26  |
| 7 | Bussum    | 2  | 26  |

#### Legenda
|  | Landskampioen |

### Eerste klasse B
| # | Team               | Gesp. | MP | BP  |
| - | ------------------ | ----- | -- | --- |
| 1 | Haarlem            | 4     | 6  | 23½ |
| 2 | Spangen            | 5     | 6  | 26  |
| 3 | Haagsch C. S.      | 4     | 4  | 19  |
| 4 | Schaakclub Utrecht | 5     | 4  | 24½ |
| 5 | Eindhoven          | 5     | 4  | 24  |
| 6 | Staunton           | 3     | 2  | 23  |

Eerste klasse

1920/21 · 1921/22 · 1922/23 · 1923/24 · 1924/25 · 1925/26 · 1926/27 · 1927/28 · 1928/29 · 1929/30 · 1930/31 · 1931/32 · 1932/33 · 1933/34 · 1934/35 · 1935/36 · 1936/37 · 1937/38 · 1938/39 · 1939/40 · 1940/41 · 1941/42
Hoofdklasse

1942/43 · 1943/44 · 1944/45 · 1945/46 · 1946/47 · 1947/48 · 
1948/49 · 1949/50 · 1950/51 · 1951/52 · 1952/53 · 1953/54 · 1954/55 · 1955/56 · 1956/57 · 1957/58 · 1958/59 · 1959/60 · 1960/61 · 1961/62 · 1962/63 · 1963/64 · 1964/65 · 1965/66 · 1966/67 · 1967/68 · 1968/69 · 1969/70 · 1970/71 · 1971/72 · 1972/73 · 1973/74 · 1974/75 · 1975/76 · 1976/77 · 1977/78 · 1978/79 · 1979/80 · 1980/81 · 1981/82 · 1982/83 · 1983/84 · 1984/85 · 1985/86 · 1986/87 · 1987/88 · 1988/89 · 1990/91 · 1991/92 · 1992/93 · 1993/94 · 1994/95 · 1995/96
Meesterklasse

1996/97 · 1997/98 · 1998/99 · 1999/00 · 2000/01 · 2001/02 · 2002/03 · 2003/04 · 2004/05 · 2005/06 · 2006/07 · 2007/08 · 2008/09 · 2009/10 · 2010/11 · 2011/12 · 2012/13 · 2013/14 · 2014/15 · 2015/16 · 2016/17 · 2017/18· 2018/19 · 2019/20 · 2020/21 · 2021/22 · 2022/23 · 2023/24 · 2024/25